# Svaz nuceně nasazených
Svaz nuceně nasazených (SNN) bylo občanské sdružení osob, které byly v letech 1939-1945 nasazeny na nucené práce v nacistickém Německu a jím ovládaných zemích. Existoval v letech 1990-2004 a sehrál velmi důležitou roli v průběhu jednání o odškodnění za nucené práce.

## Vývoj
Na rozdíl od politických vězňů či partyzánů, kteří po skončení druhé světové války založili vlastní organizace (Svaz národní revoluce a Svaz osvobozených politických vězňů a pozůstalých), nuceně nasazení vlastní sdružení neustavili. Tyto osoby proto rozvíjely své aktivity většinou v rámci Svazu protifašistických bojovníků. Až 5. května 1990 se v Moravských Budějovicích konal sjezd, který položil základ ke vzniku Svazu nuceně nasazených. Jednalo se o první samostatnou organizaci osob, které byly v letech 1939-1945 nasazeny na nucené práce v tzv. Třetí říši a jí ovládaných zemích. Během první poloviny 90. let pak byly postupně zakládány ve všech okresech okresní organizace. Svaz sdružoval zhruba 40 000 lidí.
Svaz nuceně nasazených původně vznikl jen jako občanské sdružení pro výměnu názorů a uchování společné paměti. Postupem času však sehrál velmi důležitou roli při jednání o odškodnění za nucené práce. Především po založení Česko-německého fondu budoucnosti dne 1. ledna 1998.
V čele celostátní organizace stál předseda a třináctičlenné pracovní předsednictvo. Předsedou svazu byl zvolen Ing. Karel Růžička. V roce 199] vznikla Rada SNN složená z předsedů okresních organizací, která se scházela zpravidla jednou ročně.
Každá okresní organizace měla předsedu a výbor, v jehož rámci pracoval jednatel a pokladní. Protože SNN neměl kromě členských příspěvků (60 Kč ročně) a příležitostných darů žádné jiné příjmy, nesídlily okresní organizace ani v žádné stálé kanceláři a příslušné zázemí na okresní úrovni zajišťovali jednotlivci úřadující ve svých bytech. Činnost výboru spočívala především v koordinaci přijímání žádostí. Ty výbor buď zamítal nebo doporučoval či vyzýval jednotlivé žadatele k doplnění chybějících dokladů. Dále projednával běžné organizační záležitosti týkající se placení příspěvků, proplácení nákladů apod.
Pro běžnou potřebu okresních organizací rozesílal Svaz nuceně nasazených instrukce týkající se především pokynů k vyplňování žádostí o odškodnění, v menší míře též účetnictví a oběhu písemností. Mimo to vydával Informační zpravodaj určený členské základně.
V listopadu 2003 se konal 6. sjezd SNN, který rozhodl o ukončení činnosti organizace k 30. červnu 2004. Hlavním důvodem rozpuštění svazu bylo splnění úkolu, který si organizace vytyčila, a sice prosazení nároku na odškodnění za nucené práce během 2. světové války. Velká většina dosud žijících českých obětí nacismu se dočkala kompletního odškodnění z prostředků nadace Připomínka, odpovědnost a budoucnost. Dalším důvodem zániku byl i vysoký věkový průměr členů.
Činnost jednotlivých organizací přetrvává i po zrušení svazu formou neoficiálních setkání či publikační činnosti. V některých aktivitách svazu pokračuje nadační fond České rady pro oběti nacismu, může například čerpat z archivu svazu při pořádání různých výstav.